# San José (stacja metra)
San José – stacja metra w Buenos Aires, na linii E. Znajduje się pomiędzy stacją Independencia, a Entre Ríos - Rodolfo Walsh. Stacja została otwarta 24 kwietnia 1966. Jest zabytkiem.